# 加爾各答路面電車
加爾各答路面電車（英語：Trams in Kolkata），是印度西孟加拉邦首府加爾各答的有軌電車系統。2016年，加爾各答電車公司被合併至西孟加拉邦運輸公司後，現時此系統由西孟加拉邦運輸公司運營。此系統是目前印度唯一仍在營運的電車系統。
此系統是印度及亞洲現存最古老的電車網絡。 1873年，加爾各答已經有馬车鐵路系統。1883至1902年，加爾各答亦曾引入蒸汽列車。加爾各答市內鐵路更改為標準軌距及電氣化的工程始於1900年。1902年3月27日，加爾各答首部電車投入營運。加爾各答的電車系統就此成為印度第二古老的有軌電車（1895年5月開通的馬德拉斯有軌電車是印度第一個有軌電車系統，但該系統已於1953年4月停運）；以及亞洲現存最古老的有軌電車系統（日本神奈川縣的江之島電鐵線則於1902年9月1日才投入營運）。 2019年時，此系統每日有15,000人次使用 。
該網絡在 1960 年代曾擁有多達 37 條線路。 由於財務困難、維護不善、乘客量低、道路天橋的增加、加爾各答地鐵的擴展及電車速度慢，加上過時並且佔用太多道路空間的固有印象，導致多年來電車線路逐漸減少。目前只有 6 條線路在運營。截至2022 年1月，只有兩條路線（24/29 和 25）正常運行。一些不定期服務，如路線 22、24/30 和 29/30 的服務非常有限。

## 歷史

### 1873-1901：馬拉鐵路
1873年2月24日，加爾各答首次有馬拉列車營運。然而，該服務於同年11月20日就停運。 1880年12月22日，加爾各答電車公司（Calcutta Tramways Company）正式成立並於倫敦完成登記。該公司早前已開始於加爾各答市中心（例如在達爾豪西廣場及河岸路）鋪設米軌馬拉鐵路，並已於1880年11月1日由時任印度總督主持開幕儀式。

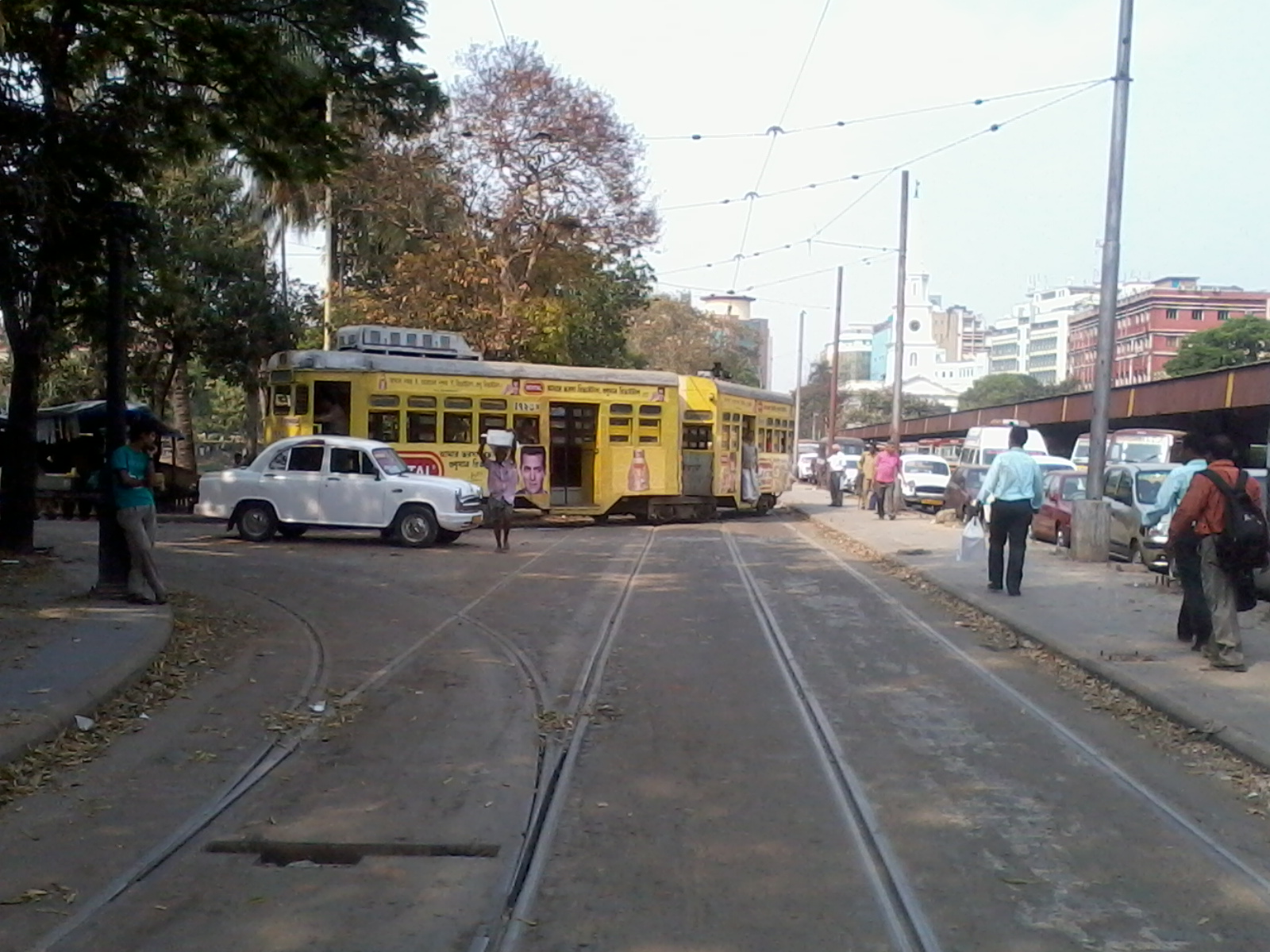
加爾各答最古老的電車總站，現已因為加爾各答地鐵2號線工程而暫停運作
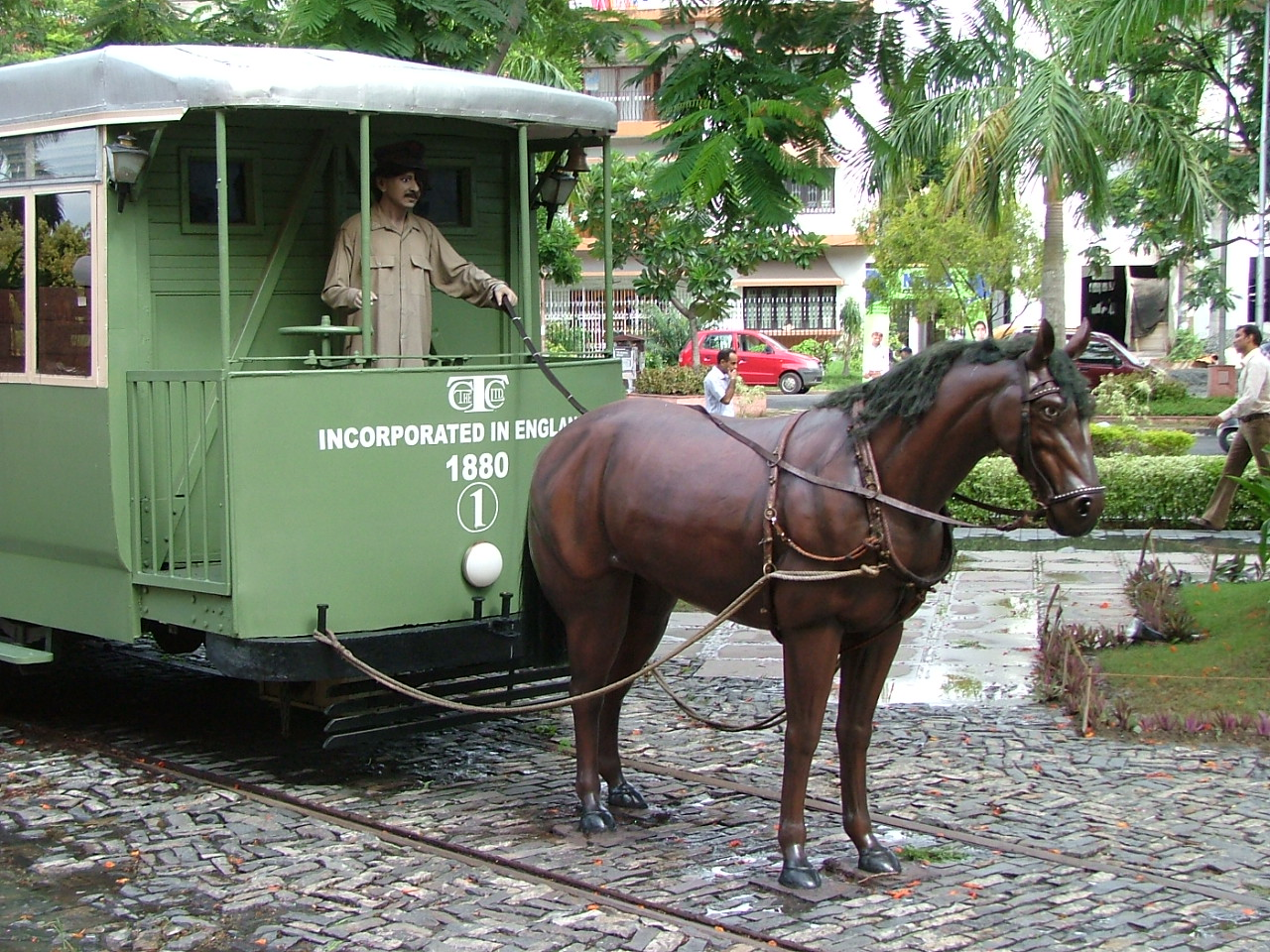
擺放在鹽湖市中心、比例為1:1的馬拉列車模型
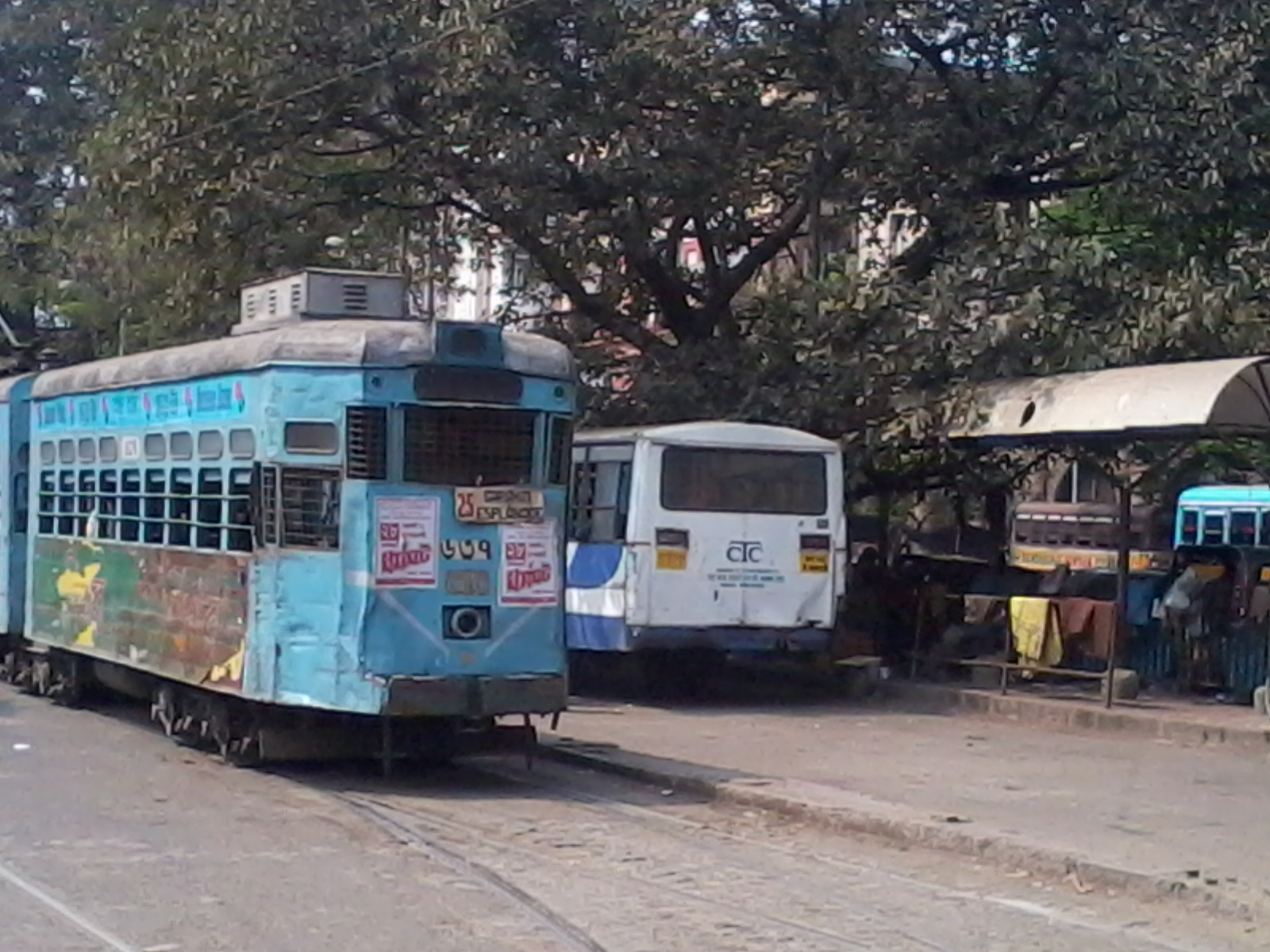
由於加爾各答地鐵2號線建造工程，河濱大道（Esplanade）電車總站絕大部分已關閉
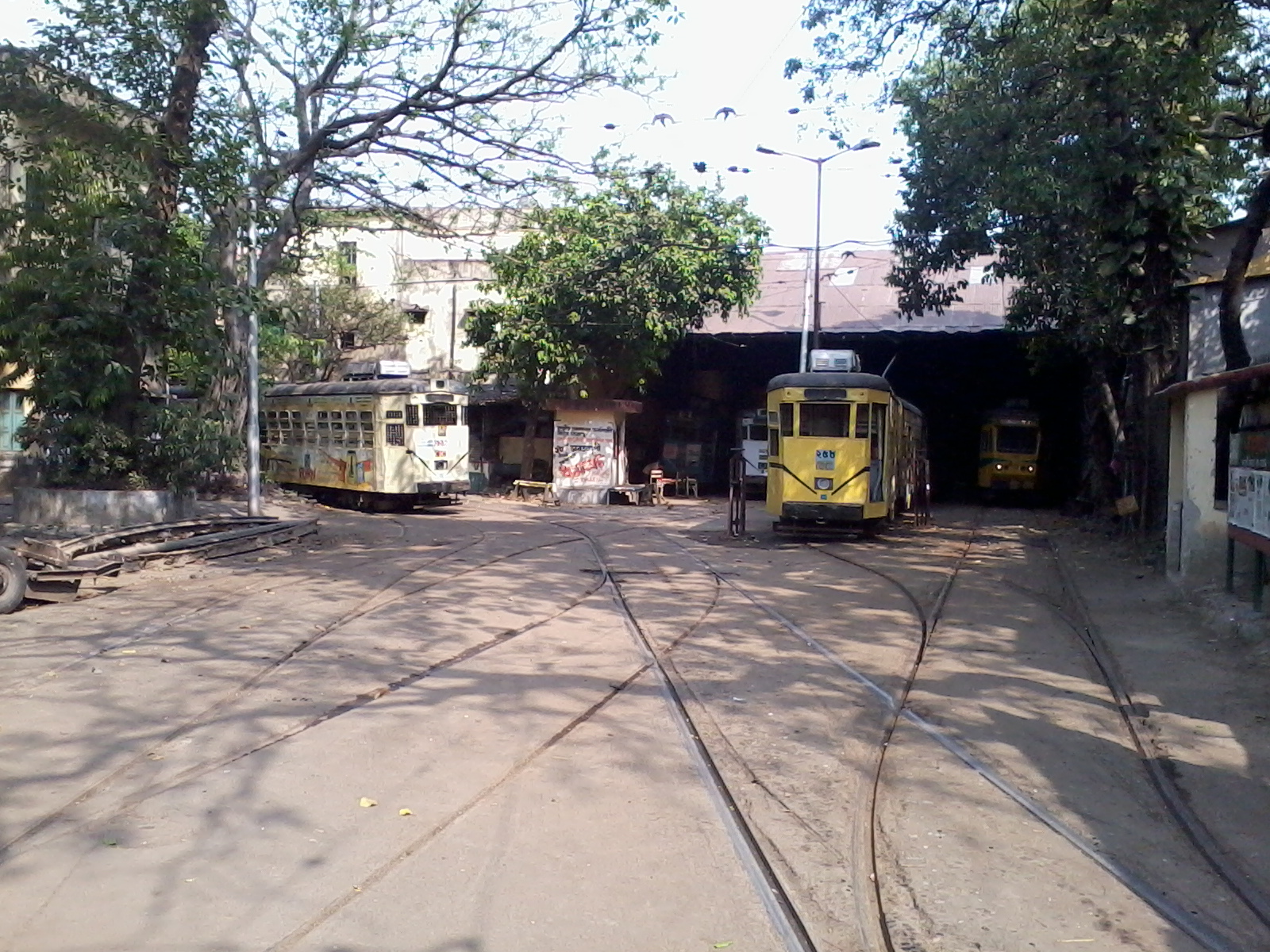
Kalighat電車廠是加爾各答最古老、面積最小的電車廠

### 1883-1902：蒸汽列車
1882年，蒸汽機車於加爾各答被試驗性地用於牽引車廂。翌年，加爾各答開設了第一條使用蒸汽列車的路線（即後來的36號線）。當時加爾各答同時有馬拉列車及蒸汽列車於街上行走，但兩者分別行駛不同的路線，並擁有獨立的車廠。

### 1900-1951：電車
1900年，加爾各答電車公司開始將市內的軌道改為使用標準軌距，並進行電氣化工程。 曾分別供馬拉列車及蒸汽列車使用的車廠亦改造成電車車廠。 1902年3月27日，加爾各答首部電車投入營運。 加爾各答電車網絡隨後逐步向市郊延伸。

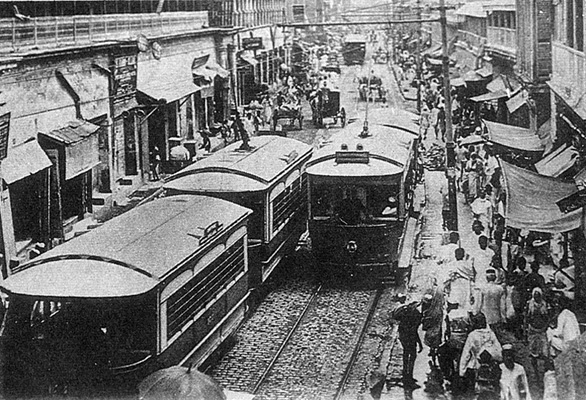
早期的加爾各答電車
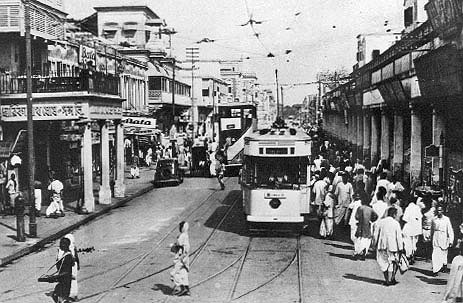
1945年時的加爾各答電車
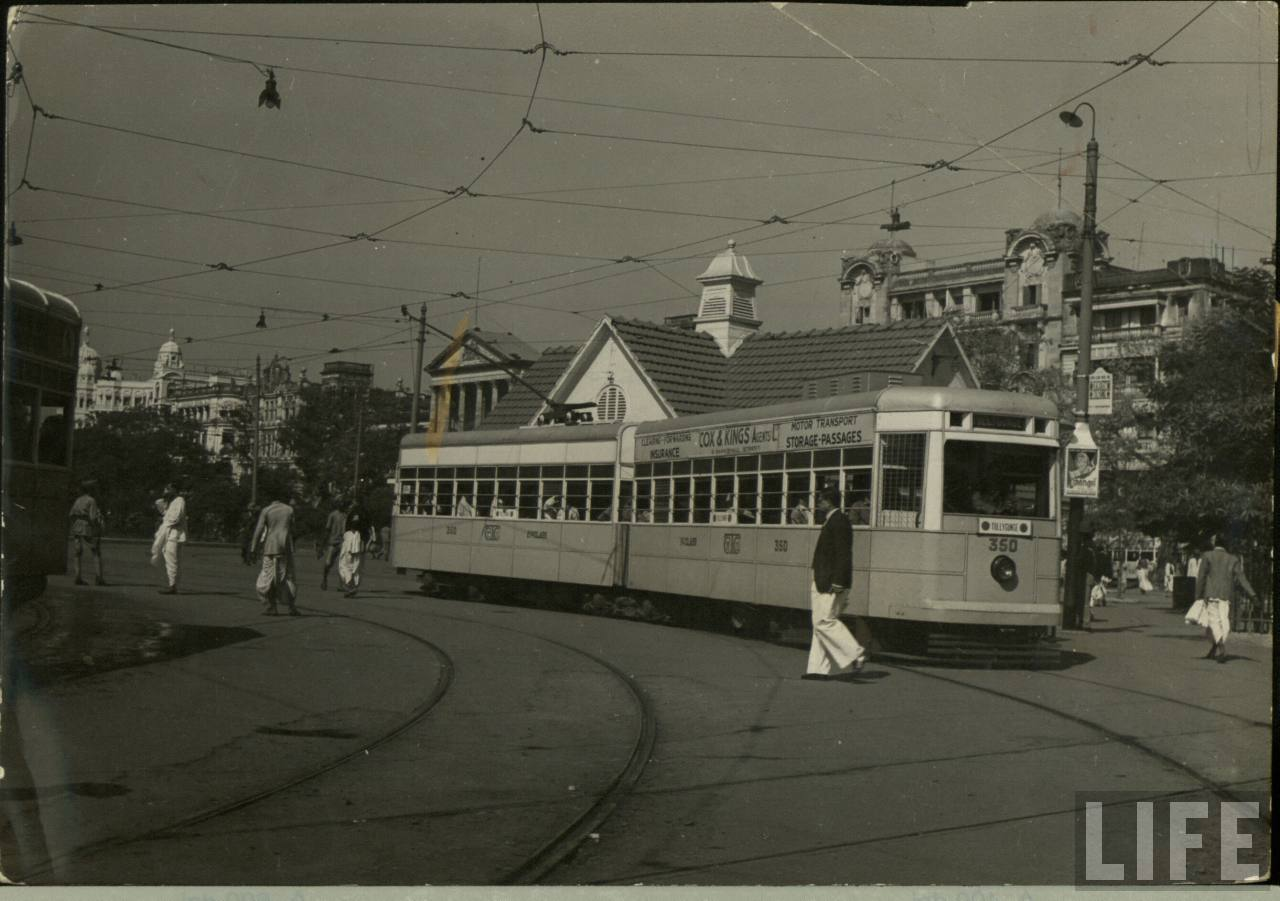
英屬時期、位於河濱大道總站的一列加爾各答電車

### 1951-1990：國有化
1951年，西孟加拉邦政府與加爾各答電車公司簽署協議。協議中，政府接管有軌電車系統，並保留在 1972 年 1 月 1 日或此後任何時間提前兩年通知購買該系統的權利。 印度獨立、印巴分治時，由於大量難民湧入，加爾各答道交通開始急劇增加。由於越來越多公共汽車和汽車，市中心區域開始變得擁擠。於是電車公司想到將達爾豪西廣場的電車軌道從廣場外移到廣場內。相關的軌道工程於 1952 年完成。 1960年，河濱大道總站的重建工程亦得以完成。當時河濱大道總站擁有5個供電車離開的出口，達爾豪西廣場亦擁有3個出口。四年後，舊馬德哈特橋被新橋取代，新橋上鋪設了電車軌道。
1967年7月19日，西孟加拉邦政府開始接管加爾各答電車公司。

### 衰落
1950年代中期至1960年代中期，印度多地（包括清奈、德里和孟買）的電車系統相繼停運。由於西孟加拉邦政府認為電車是導致豪拉（位於胡格利河西岸、加爾各答市中心對岸）的狹窄道路出現擁擠的主因，因此政府決定先行關閉豪拉一帶的電車系統。1971年，豪拉兩條電車路線及一座車廠停止運作。為了興建第二條橫跨胡格利河的道路橋，馬場總站亦被關閉。 此時加爾各答電車系統的總長度減至61.2公里。

#### 時間線
- 1992 - 河濱大道至天文館的路線關閉，12A號線亦被取消，由巴士服務取代
- 1994 - 豪拉站總站關閉，並改作巴士總站。11、20及26號線縮短至豪拉橋總站
- 1995 - 達爾豪西廣場 – 梅特卡夫廳 - 高等法院的路線關閉，14號線縮短至達爾豪西廣場總站

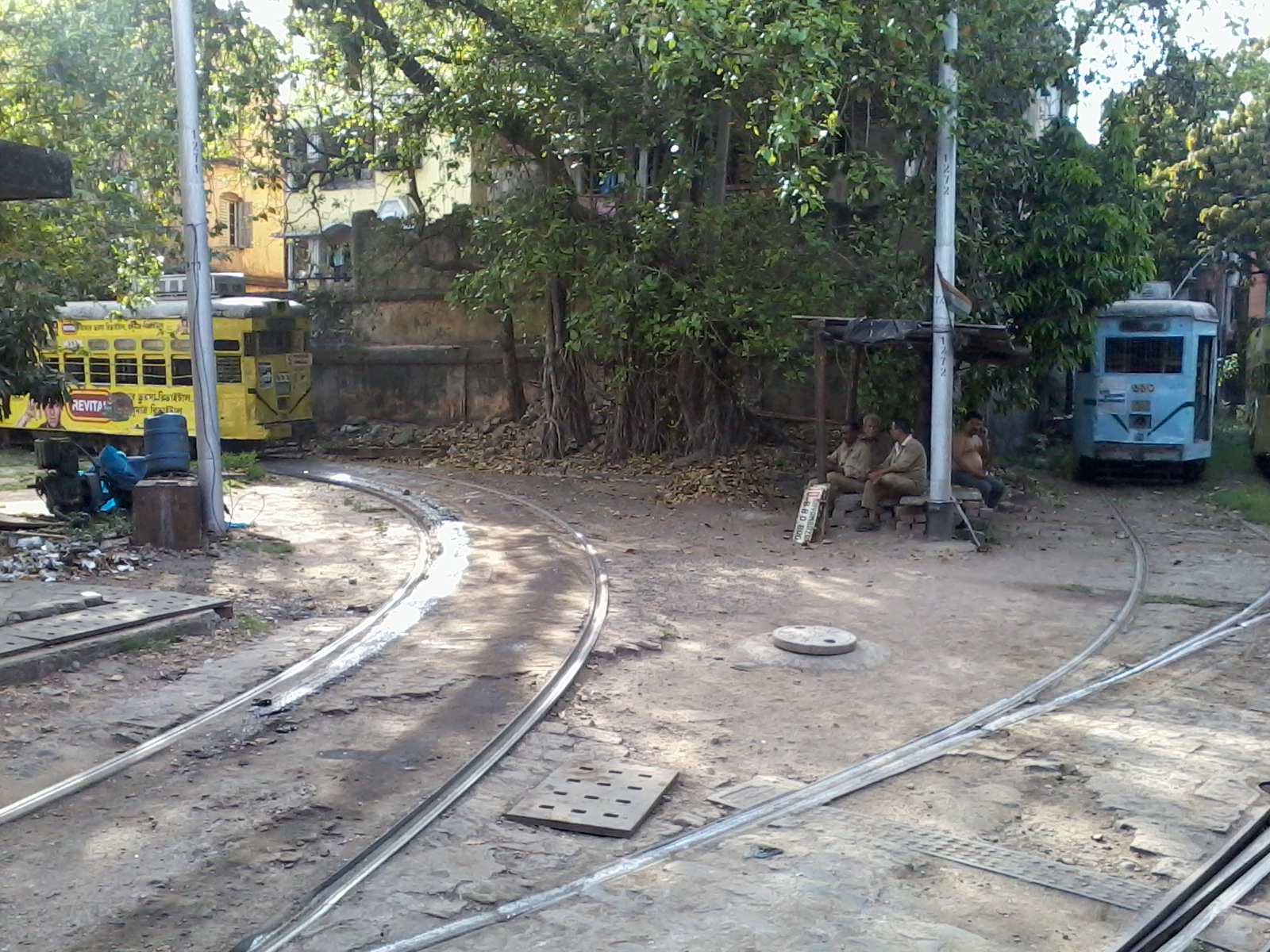
Shyambazar總站為目前電車網絡中最北的總站
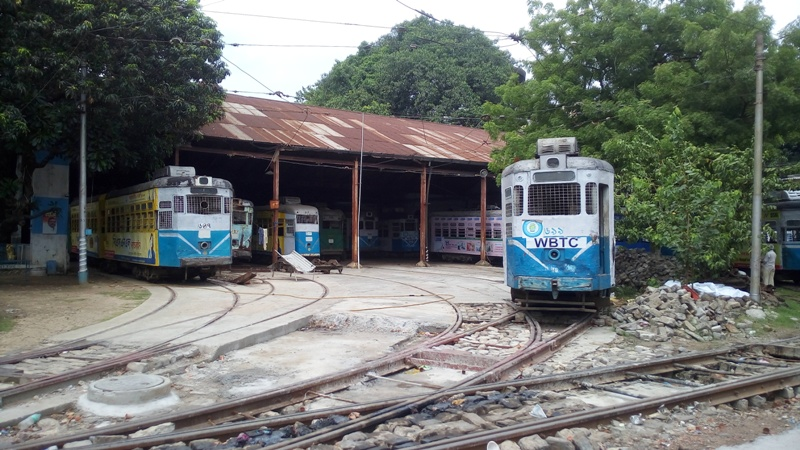
Tollygunge車廠是現時網絡中最南的車廠
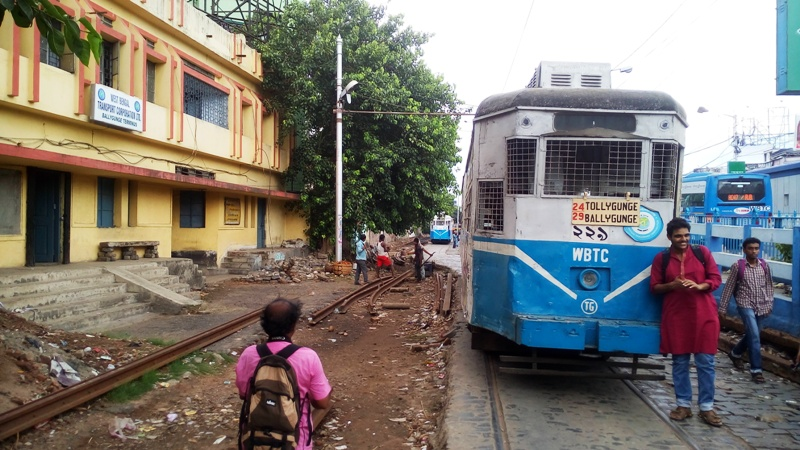
巴利根戈總站是現時網絡中最東的總站

## 车辆
加爾各答電車公司曾擁有257輛電車，並曾使用125輛電車作日常運作。
加爾各答電車公司於 2012 年 12 月 24 日推出稱為「單節電車」（Single-coach）的新型號電車。據報導，此款電車比雙節電車更快、更靈活；其一節車廂長度比雙節電車長。 公司計劃在全市增加更多「單節電車」（包括設有空調車廂的電車），並可能會取代雙節電車，使一些被封閉的路線重新開放。

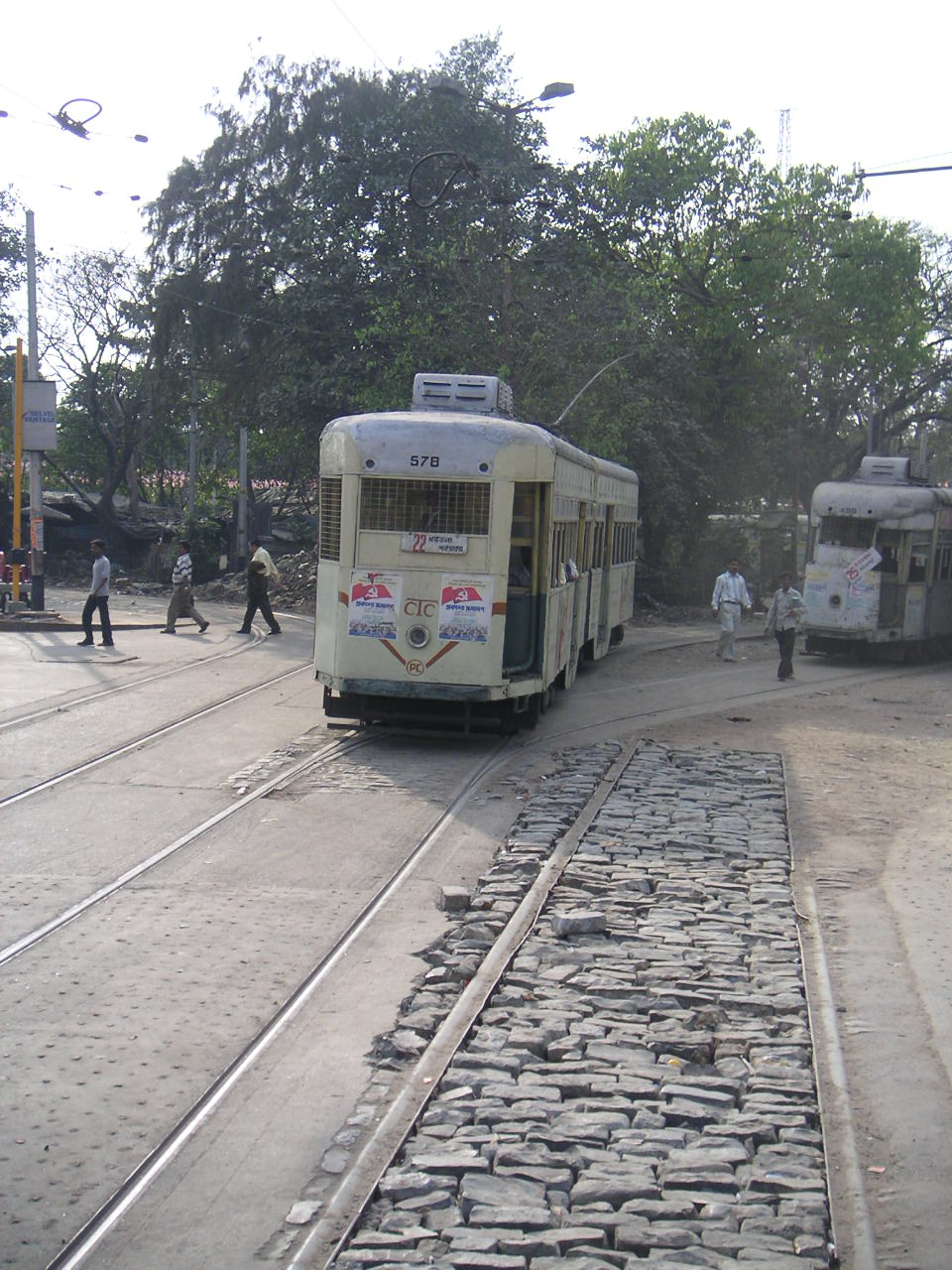
鉸接式電車
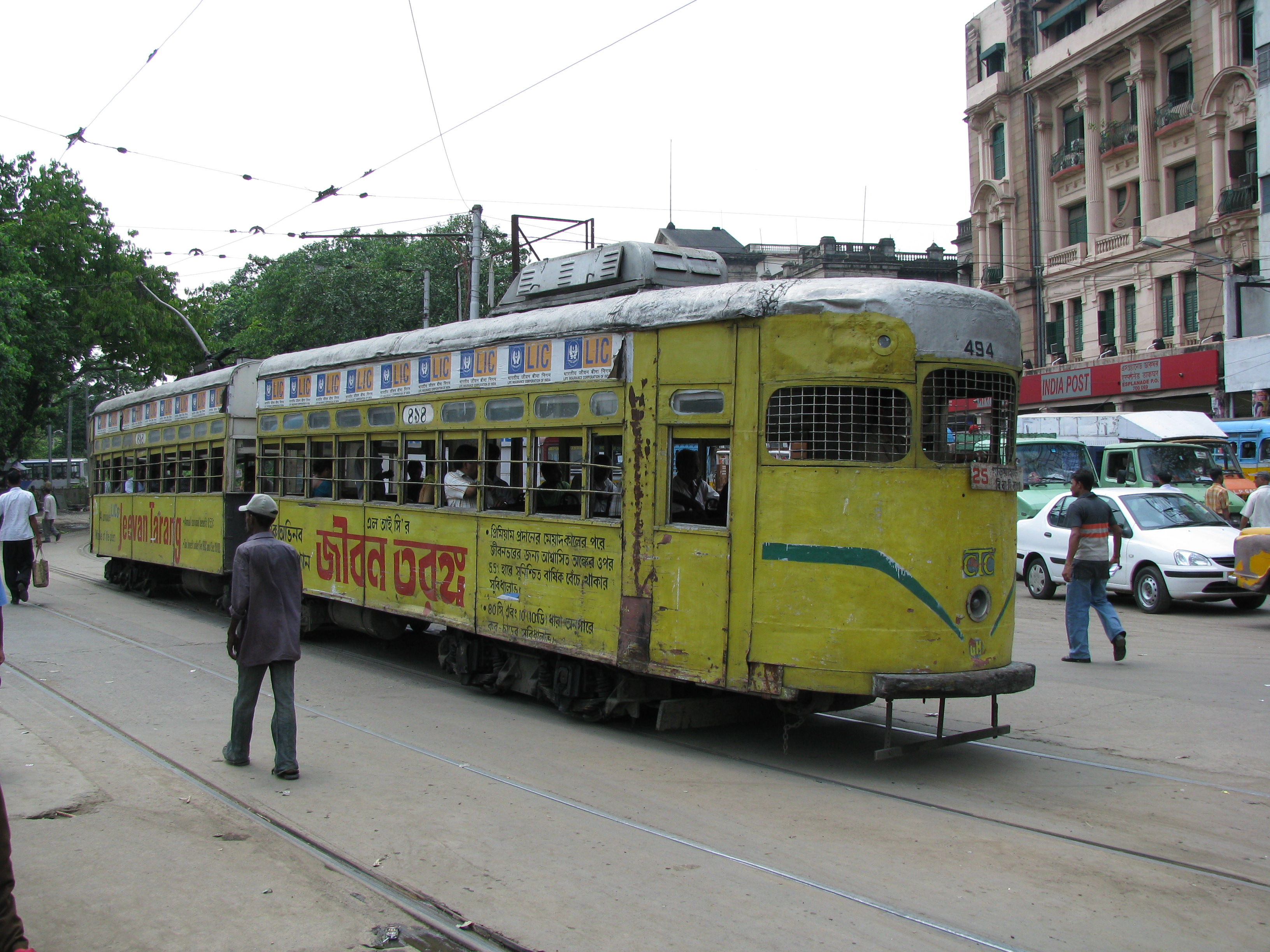
2009年時的SLC電車
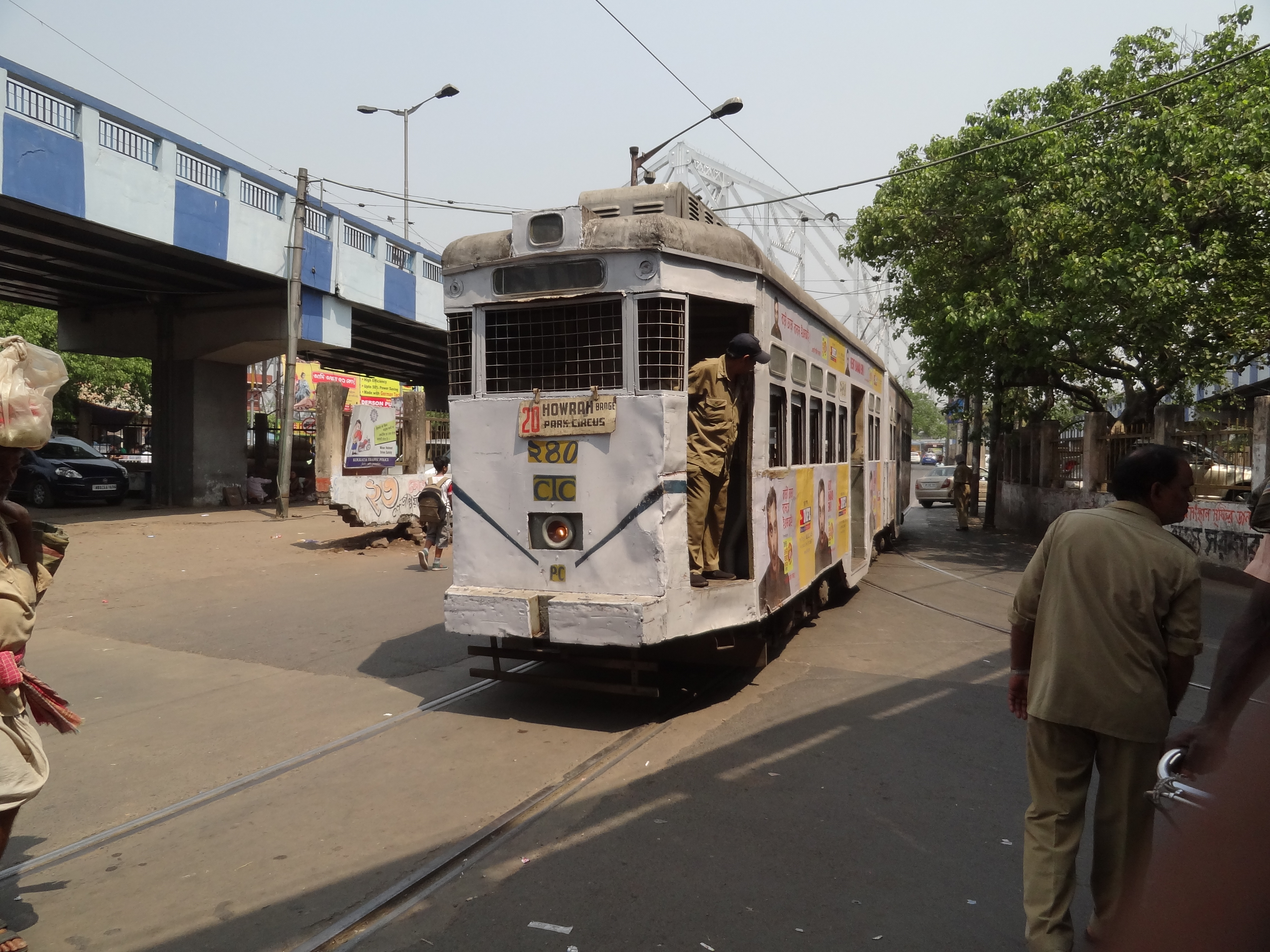
位於豪拉橋總站的舊款電車
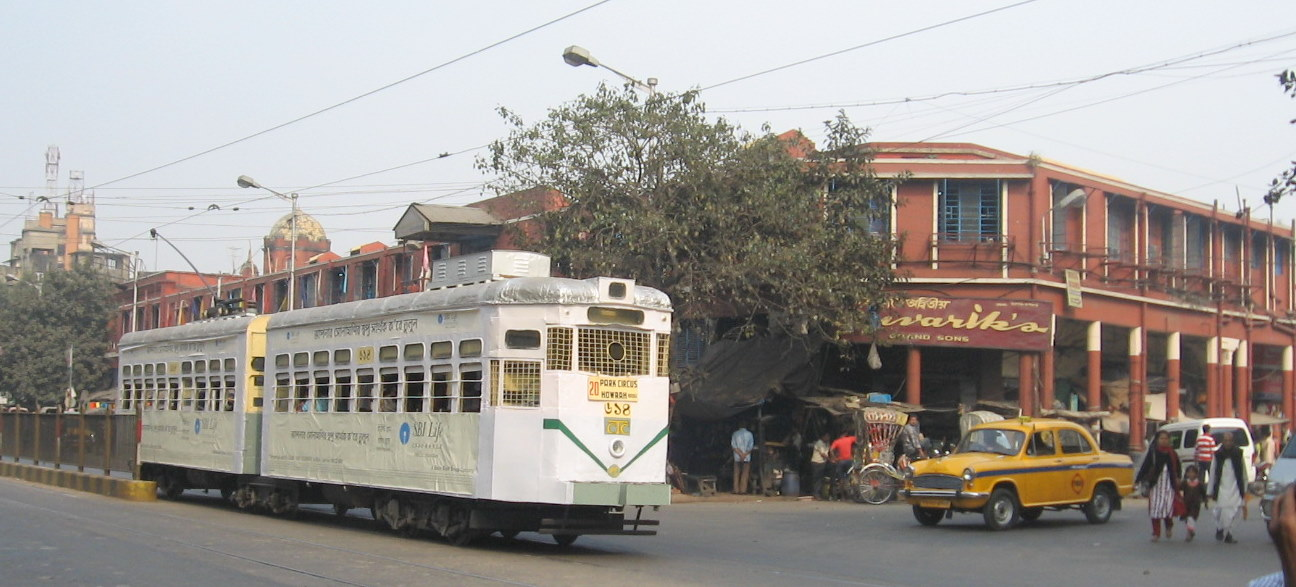
正服務20號線、於1980年代製造的舊款電車
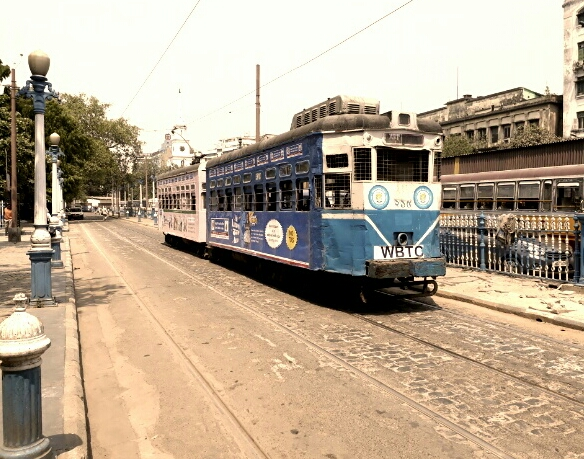
雙節電車
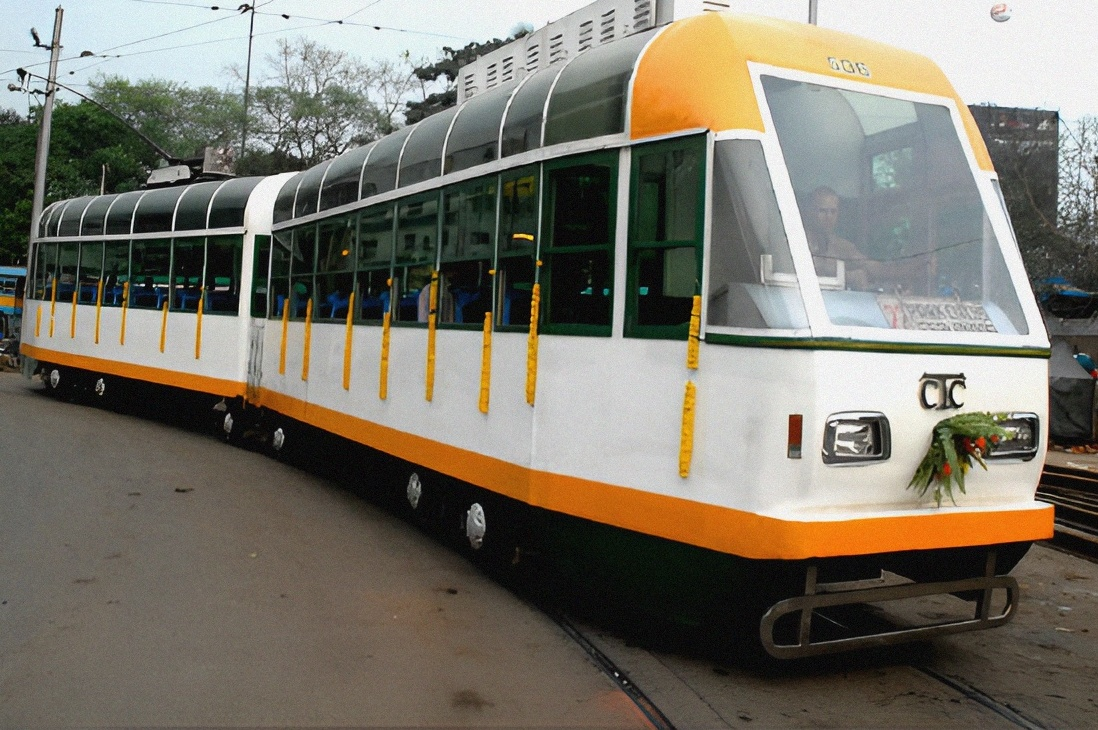
正停泊在河濱大道總站的新款電車，此款為加爾各答第二新的電車款式

## 外部連結
- 加爾各答電車公司網頁